# Felipe Pedrell
Felipe Pedrell (ur. 19 lutego 1841 w Tortosie, zm. 19 sierpnia 1922 w Barcelonie) – hiszpański kompozytor pochodzenia katalońskiego, publicysta, krytyk, nawoływał do przeciwstawiania się obcym wpływom na rzecz „nowej sztuki”, twórca narodowej szkoły hiszpańskiej i narodowych oper hiszpańskich zwanych zarzuelami. Jego ideę rozwinęli uczniowie: Isaac Albéniz, Enrique Granados, Manuel de Falla.